# Viktor Klein
Viktor Klein (russisch Виктор Георгиевич Клейн, wissenschaftliche Transliteration Viktor Georgievič Klejn; * 29. Oktober 1909 in Warenburg (Priwolnoje), Gouvernement Samara, Russisches Kaiserreich; † 11. Oktober 1975 in Nowosibirsk) war ein deutscher Hochschullehrer, Dichter und einflussreicher Schriftsteller der deutschsprachigen Minderheit in der Sowjetunion.

## Biographie
Viktor Klein kam in dem Dorf Warenburg zur Welt, das heute den Namen Priwolnoje trägt und sich 50 Kilometer von der Stadt Saratow entfernt befindet. Vor 1918 gehörte es zum Gouvernement Samara, danach – zur Wolgadeutschen Republik. Kleins Mutter verstarb bereits 1919 kurz nach der Geburt ihres achten Kindes. Der Vater kam um 1921 unter Verdacht, an einer Bauernrevolte beteiligt gewesen zu sein, die es sich zum Ziel gesetzt habe, sich gegen die Zwangsbeschlagnahmungen einzusetzen. Aufgrund dieses Verdachts wurde der Vater erschossen. Klein landete als Elfjähriger in einem Kinderheim der wolgadeutschen Siedlung Seelmann (heute Rownoje), wo er auch bis 1923 das pädagogische Technikum besuchte, als es nach Marxstadt verlegt wurde. Zum Verhängnis wäre dem jungen Studenten beinahe seine Herkunft als Kaufmannssohn in der kommunistisch-sowjetischen Gesellschaft geworden, wenn nicht ein Bekannter seines Vaters, ein Komsomolsekretär (Leiter der kommunistischen Jugendvereine in der Sowjetunion), wie auch einige andere Lehrkräfte, ihn unterstützt und geschützt hätten.
Nach seinem Abschluss folgte eine dreijährige Lehrertätigkeit, anschließend von 1933 bis 1937 ein Studium für Germanistik an dem Deutschen Pädagogischen Institut in Engels, der damaligen Hauptstadt der Wolgadeutschen Republik. Viktor Klein arbeitete an diesem Institut vier Jahre lang als Dozent, denn durch Josef Stalins Aufforderung  fand vom 28. August 1941 die radikale Auflösung der deutschen Republik innerhalb der Sowjetunion statt. Die gesamte deutschstämmige Minderheit wurde nach Sibirien und Zentralasien zwangsumgesiedelt. Josef Stalin hatte alle Deutschen der UdSSR als Spione und Diversanten gebrandmarkt.
Viktor und seine Frau Lydia (geb. Schmidt), die eine aktive Jungkommunistin gewesen war und die er 1933 geheiratet hatte, landeten im sibirischen Kansk. Klein kam in ein Arbeitslager, wie viele Deutschstämmige oder Volksfeinde zu damaliger Zeit. Sein Bruder Georg wurde im GULAG hingerichtet, der Mann von Viktors Schwester Irma war einer Explosion in einer Kohlengrube zum Opfer gefallen. Ab 1949 durfte Viktor Klein im Lager als Lehrer unterrichten. Um 1960, von dem Arbeitslageraufenthalt befreit, kam er an die Pädagogische Hochschule von Nowosibirsk.
In den letzten 15 Jahren seines Lebens überstand Klein einen Herzinfarkt. Er starb an Darmkrebs, der als Folge seiner langen Hungerzeit im Arbeitslager zu erklären ist. In der Zeit seiner Krankheit schrieb Viktor Klein dennoch weiter an seinen Werken. Ehemalige Studenten von Viktor Klein ließen ihm zu Ehren ein Denkmal auf dem Friedhof des Ortes seines Wirkens errichten.

## Rezeption
Viktor Klein gilt in der russlanddeutschen Kulturgemeinschaft als einer der wohl einflussreichsten Künstler bzw. Autoren des 20. Jahrhunderts. Klein war neben seiner schriftstellerischen Tätigkeit ebenso als Germanist und angesehener Pädagoge bekannt, verfasste Lehrbücher zu Themen wie der Mundartforschung und der Brauchtumspflege. An der Nowosibirsker Hochschule galt er als bedeutender Germanist. Klein war bestrebt, auch junge Talente der Volksgruppe der Russlanddeutschen zu fördern. Schriftsteller wie Viktor Heinz, Wendelin Mangold und Hildegard Wiebe haben ihm ihre Einführung in die russlanddeutsche Literatur zu verdanken. In seinen Werken verarbeitete er die Schicksalsjahre, die er aufgrund seiner deutschen Wurzeln in der Sowjetunion überstehen musste. Klein sah das Bewahren der Muttersprache als wichtigstes Merkmal für den Erhalt einer ethnischen Minderheit.

## Werke (Auswahl)
- Der befreite Steppenbauer (Roman)
- Meine Muse blickt mit offenen Augen ins Leben ... (Zeitgenossen über Viktor Klein)
- Schön ist die Jugend, Unversiegbarer Born (Anthologie von Volksliedern)

| Personendaten    | Personendaten                                                     |
| ---------------- | ----------------------------------------------------------------- |
| NAME             | Klein, Viktor                                                     |
| ALTERNATIVNAMEN  | Клейн, Виктор Георгиевич (russisch); Klein, Wiktor Georgijewitsch |
| KURZBESCHREIBUNG | russlanddeutscher Hochschullehrer, Dichter und Schriftsteller     |
| GEBURTSDATUM     | 29. Oktober 1909                                                  |
| GEBURTSORT       | Warenburg, Gouvernement Samara, Russisches Kaiserreich            |
| STERBEDATUM      | 11. Oktober 1975                                                  |
| STERBEORT        | Nowosibirsk                                                       |